# Anomalomyrmini
Anomalomyrmini – plemię mrówek z podrodziny Leptanillinae

## Rodzaje
Należą tu 3 opisane rodzaje:
- Anomalomyrma Taylor, 1990
- Furcotanilla Xu, 2012
- Protanilla Taylor, 1990